# 李佳翰
李佳翰（1996年11月5日—），臺灣男子羽毛球運動員。

## 簡歷
2014年5月，李佳翰作為能仁家商代表隊成員，出戰國際學校體育總會（ISF）在台灣舉辦的世界中學生羽毛球錦標賽國家男子組團體賽，助該校獲得冠軍。
2015年9月，李佳翰/李佳馨以衛冕冠軍的身分參加奧克蘭羽毛球國際賽混合雙打比賽，最後成功衛冕。

## 主要比賽成績
只列出曾進入準決賽的國際賽事成績：
| 年份   | 賽事                     | 公開賽級別 | 項目     | 搭檔   | 成績   |
| ------ | ------------------------ | ---------- | -------- | ------ | ------ |
| 2014年 | 亞洲青年羽毛球錦標賽     | 其他       | 混合團體 | －     | 季軍   |
| 2014年 | 奧克蘭羽毛球國際賽       | 國際系列賽 | 混合雙打 | 李佳馨 | 冠軍   |
| 2015年 | 奧克蘭羽毛球國際賽       | 國際系列賽 | 混合雙打 | 李佳馨 | 冠軍   |
| 2019年 | 馬來西亞羽毛球國際挑戰賽 | 國際挑戰賽 | 男子雙打 | 蘇柏瑋 | 準決賽 |
| 2022年 | 克羅地亞羽毛球國際賽     | 未來系列賽 | 男子雙打 | 廖晁邦 | 準決賽 |
| 2022年 | 保加利亞羽毛球國際賽     | 未來系列賽 | 男子雙打 | 廖晁邦 | 準決賽 |
| 2023年 | 泰國羽毛球國際挑戰賽     | 國際挑戰賽 | 混合雙打 | 劉子熙 | 準決賽 |

| 2007-2017年 | 首要超級賽 | 超級賽 | 黃金大獎賽 | 大獎賽 | 國際挑戰賽 | 國際系列賽 | 未來系列賽 | 其他 |

| 2018-2026年 | 總決賽 | 超級1000賽 | 超級750賽 | 超級500賽 | 超級300賽 | 超級100賽 | 國際挑戰賽 | 國際系列賽 | 未來系列賽 | 其他 |